# Foto aus Baracke 56 des Kleinen Lagers in Buchenwald

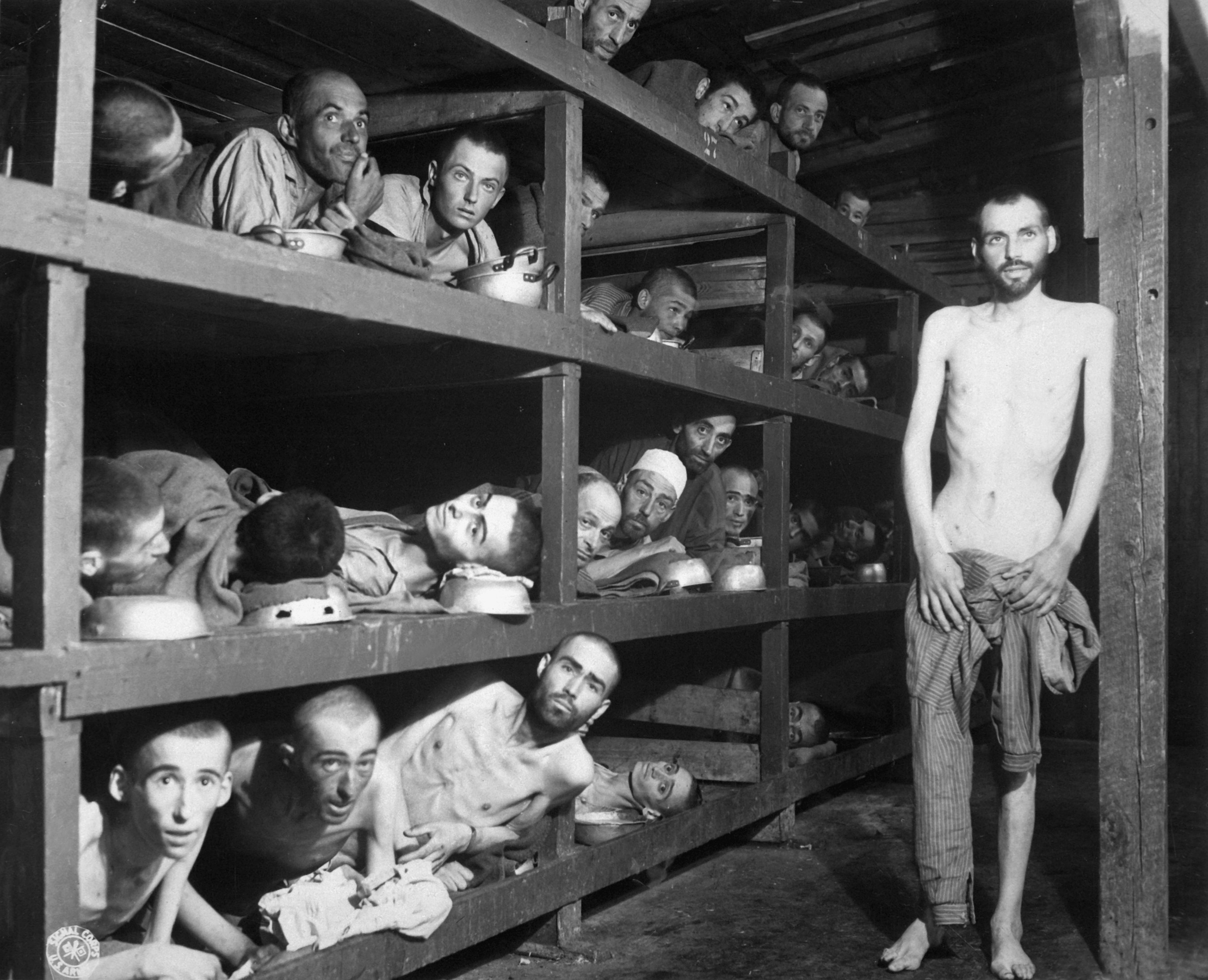
Foto aus Baracke 56 des Kleinen Lagers im KZ Buchenwald, entstanden im April 1945

Das Foto aus Baracke 56 des Kleinen Lagers in Buchenwald entstand im April 1945 wenige Tage nach der Befreiung des KZ Buchenwald. Die Schwarzweißfotografie zeigt Häftlinge des Lagers auf in mehreren Reihen übereinander angeordneten Pritschen liegend. Neben ihnen lehnt ein weiterer Häftling an einem Holzpfosten.
Das Foto wurde von einem Mitglied des United States Army Signal Corps gemacht. Meist wird es einem Soldaten namens Harry Miller zugeschrieben. Als Aufnahmedatum gilt der 16. April 1945. An diesem Tag erschien es auch in einer US-Tageszeitung, weitere Veröffentlichungen in den USA und Deutschland folgten im selben Jahr. Mit der Zeit entwickelte es sich zu einem der bekanntesten KZ-Fotos, löste sich dabei von seinem konkreten historischen Zusammenhang und gilt mittlerweile als ein allgemeines Symbol für die Verbrechen der Nationalsozialisten.

## Entstehung
Das KZ Buchenwald wurde 1937 auf dem Ettersberg bei Weimar errichtet und bis 1945 als Haftstätte zur Zwangsarbeit betrieben. Am 11. April 1945 erreichten Teile der 3. US-Armee das Lager. Kurz vor ihrem Eintreffen hatte eine Widerstandsgruppe von Häftlingen die letzten verbliebenen Mitglieder der SS-Wachmannschaft überwältigt. Anders als in anderen Lagern war es der SS in Buchenwald nicht mehr gelungen, alle Häftlinge auf Todesmärsche in andere Teile des Reiches zu schicken. Deshalb trafen die US-Truppen in Buchenwald erstmals auf eine größere Gruppe lebender Häftlinge, insgesamt etwa 21.000 Menschen.
Bereits wenige Tage nach der Befreiung erreichten Mitglieder der 166. Kompanie des Signal Corps das Lager, um die Situation der Häftlinge zu dokumentieren. Das berühmteste der von ihnen aufgenommenen Fotos entstand im sogenannten Kleinen Lager. Es war im Herbst 1943 zunächst als Quarantänebereich errichtet worden, mit dem der Ausbreitung von Seuchen und damit dem Ausfall der Zwangsarbeitskräfte entgegengewirkt werden sollte. Als durch das Vorrücken der Roten Armee im Osten die dortigen Konzentrationslager evakuiert wurden, stieg die Zahl der Häftlinge in Buchenwald deutlich an. Das Kleine Lager wurde nun zum Sterbelager für die aus dem Osten ankommenden Häftlinge, der Großteil von ihnen Juden. Bis zu 2000 Häftlinge wurden gleichzeitig in einem der fensterlosen Wehrmachtsställe untergebracht, die ursprünglich für 50 Pferde ausgelegt waren.
Als Fotograf des Fotos wird meist ein Private Harry Miller genannt, der seit 1943 Mitglied des Signal Corps gewesen sein soll. Als Aufnahmedatum wird der 16. April 1945 angenommen. Die Journalistin Ursula Junk äußerte zu beiden Angaben Zweifel. So finden sich auf einem Abzug des Fotos im Nationalarchiv der USA keine Angaben zum Fotografen. Der 16. April ist auf diesem Abzug zwar als Datum angegeben, da das Foto allerdings nach Junks Recherchen bereits am selben Tag in der US-Tageszeitung Times Herald erschien, hält sie eine Entstehung ein oder zwei Tage vorher für wahrscheinlicher.

## Beschreibung des Fotos und mögliche Identitäten der Abgebildeten

Foto, auf dem die Personen nummeriert sind, zu deren Identität es (zum Teil sich widersprechende) Angaben gibt.

Die linke Seite des Fotos zeigt ein Bettgestell, in dem in vier Reihen übereinander 25 männliche Häftlinge eng gedrängt liegen.  Die meisten von ihnen blicken in die Kamera, einige sind offenbar zu schwach, ihren Kopf dabei zu heben. Die Historikerin Cornelia Brink beschreibt den Blick der Häftlinge als skeptisch oder fragend. Die Köpfe dreier Häftlinge zeigen von der Kamera weg. Zwei von ihnen haben dabei ihren Kopf gehoben, was eine bewusste Geste wahrscheinlich macht. Auf der rechten Seite des Fotos steht an einem Holzpfosten ein weiterer nackter, ausgemergelter Mann, der vor seinen Unterleib ein Kleidungsstück hält. Sein Körper erscheint durch das verwendete Blitzlicht extrem weiß und seine Rippen treten wegen seiner Unterernährung deutlich hervor. Das Gleiche gilt für die nackten Oberkörper einiger Häftlinge, die in der unteren Reihe des Bettgestells liegen.
Im Laufe der Zeit erkannten sich verschiedene Personen auf dem Foto wieder oder wurden von anderen identifiziert. Der bekannteste von ihnen ist der Schriftsteller und Friedensnobelpreisträger Elie Wiesel, der sich in den 1980er Jahren im siebenten Häftling von links in der zweiten Reihe von unten (markiert mit der Nummer 8 auf dem nebenstehenden Bild) wiedererkannte. Für andere Häftlinge auf dem Foto werden von verschiedenen Stellen gleich mehrere Namen genannt. Die Identität des rechts stehenden Mannes, die markanteste Person auf dem Bild, blieb lange unklar. Im Zuge der Recherche für eine Fotoausstellung der Gedenkstätte Buchenwald entdeckte man den Mann auf einem weiteren Foto. Da dort auch seine auf den Arm tätowierte Häftlingsnummer erkennbar war, konnte er als Simon Toncman identifiziert werden. Der niederländische Jude war im Februar 1945 aus dem KZ Blechhammer, einem Außenlager des KZ Auschwitz, nach Buchenwald gekommen und überlebte seine Haft; er starb 1972 in den Niederlanden. Im Widerspruch dazu nennt die Holocaust-Gedenkstätte Yad Vashem Chaim David Halberstam als Namen des stehenden Mannes.
Namen, die für einzelne abgebildete Personen genannt werden, sind:
1. Perry Shulman
2. Mel Mermelstein
3. Ignacz Berkovicz, Abraham Baruch, Paul Argiewicz
4. Naftali Fürst
5. Leonardus Groen
6. Lajos Vartenberg, Yaakov Marton, Willi Kessler
7. Alex Berkowits, Herman Leefsma, Abraham Hipler, Berek Rosencajg, Zoltan Gergely
8. Elie Wiesel
9. Miklos Gruener, Gershon Blonder, Yosef Reich
10. Issac Reich, David Schley
11. Max Hamburger
12. Simon Toncman, Chaim David Halberstam

## Veröffentlichung und Nachwirkung
Nachdem das Foto bereits am 16. April im Times Herald erschienen war, folgten Ende April weitere US-Zeitungen, darunter die Los Angeles Times und die New York Times. Im Mai 1945 erschien das Foto im The New York Times Magazine. Der stehende Mann wurde dabei aus dem Foto retuschiert, vermutlich weil seine Nacktheit als anstößig galt. Jahrzehnte später wurde diese Bildmanipulation von Holocaustleugnern als vermeintlicher Beweis für eine Fälschung des Fotos präsentiert.
Im Mai 1945 erschien die Fotografie auch in Deutschland, unter anderem in der Bayerischen Landeszeitung, einer von der 6. US-Heeresgruppe herausgegebenen Heeresgruppenzeitung. Außerdem war sie in der Fotobroschüre KZ – Bildbericht aus fünf Konzentrationslagern enthalten, die ab Juni 1945 von den Alliierten in Deutschland vertrieben wurde und mit der die Deutschen über die Verbrechen der Nationalsozialisten aufgeklärt werden sollten. Darin ist sie einem weiteren Bild aus Buchenwald gegenübergestellt, das übereinandergeschichtete Leichen zeigt. Auch im Buchenwald-Hauptprozess von 1947 wurde das Baracken-Foto als Beweisstück verwendet.

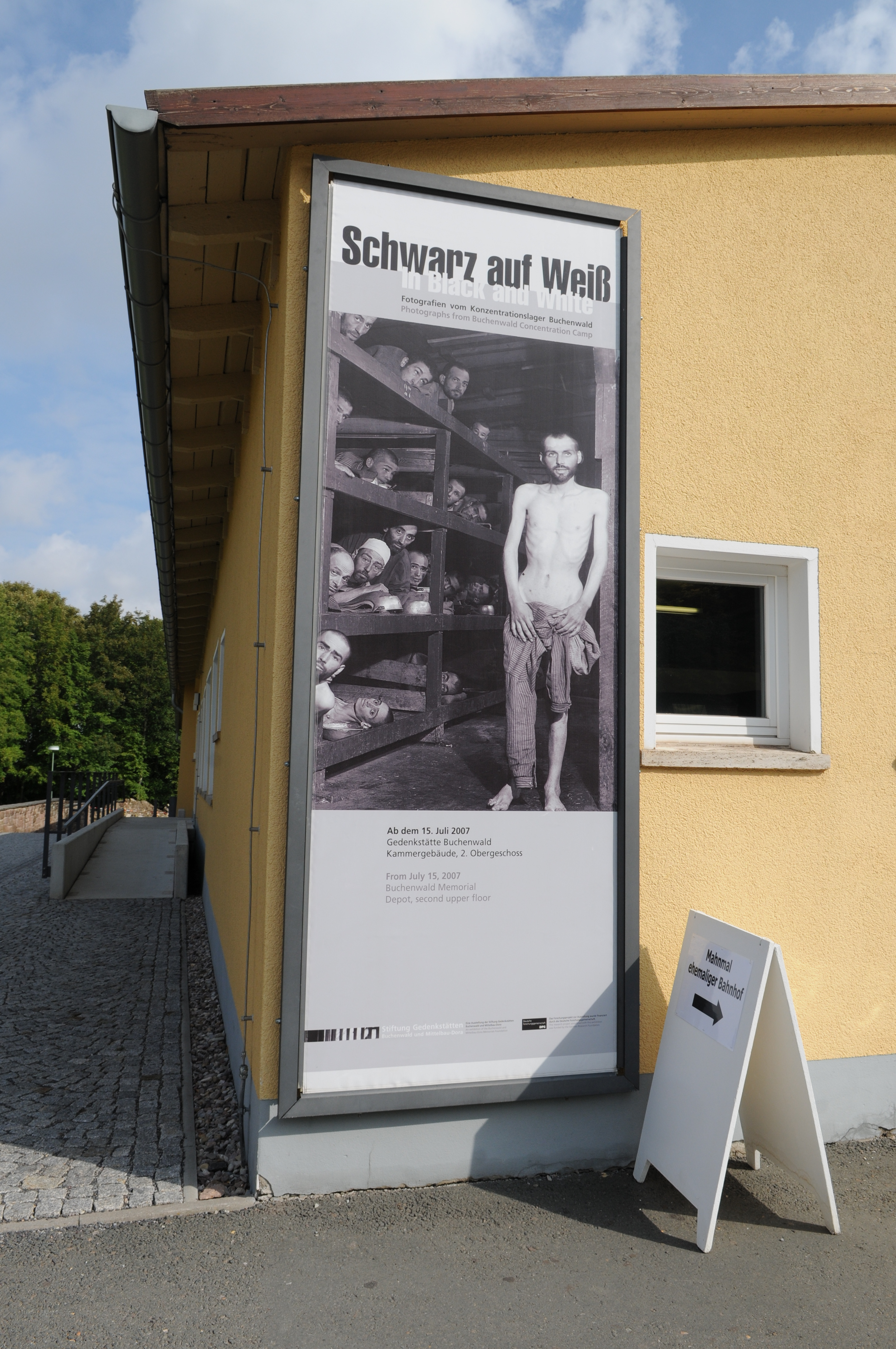
Informationstafel für die Fotoausstellung Schwarz auf Weiß in der Gedenkstätte Buchenwald, 2011

Heute ist das Foto aus der Baracke 56 eine der bekanntesten KZ-Aufnahmen überhaupt und wird häufig reproduziert. So wurde es in verschiedenen künstlerischen Arbeiten aufgegriffen. Beispielsweise nutzte es der Maler Gerhart Frankl als Vorlage für sein Gemälde Sleeping berths (deutsch Die Schlafstelle) aus dem Jahr 1962. Auch in Szenen von Art Spiegelmans Comic Maus – Die Geschichte eines Überlebenden sowie von Roberto Benignis Film Das Leben ist schön ist das Foto wiederzuerkennen. Die feministische Künstlerin Judy Chicago verarbeitete das Foto im Zuge ihres Holocaust Projects in der Installation Double Jeopardy, in der sie Holocaust-Fotografien, die Männer zeigen, Zeichnungen von weiblichen Erfahrungen im Holocaust gegenüberstellt. Daneben wurde das Foto in Werbekampagnen benutzt. So zeigte es 1995 eine Anzeigenkampagne der Church of Scientology, die ein stärkeres deutsches Engagement bei der Entschädigung von NS-Opfern forderte. Auch die umstrittene Werbekampagne Holocaust auf Ihrem Teller der Tierrechtsorganisation PeTA, die Fotografien des Holocaust Aufnahmen von Massentierhaltung gegenüberstellte, benutzte das Foto. Hier war es zusammen mit der Fotografie einer Legebatterie abgebildet.
Im Laufe der vielen Reproduktionen der Fotografie löste sie sich immer mehr von der historischen Genauigkeit. Häufig werden der Fotograf und der genaue Entstehungsort nicht genannt, in anderen Fällen wurde das Foto fälschlicherweise dem KZ Dachau zugeordnet oder es illustrierte einen Artikel über den 50. Jahrestag der Befreiung des KZ Auschwitz. Die Fotografie entwickelte sich so zu einem allgemeinen Symbol für die NS-Verbrechen. Darüber hinaus steht sie manchmal auch für Konzentrationslager im Allgemeinen, wenn sie etwa den Artikel über Konzentrationslager der Multimedia-Enzyklopädie Microsoft Encarta illustriert, in dem nicht nur die NS-Lager, sondern beispielsweise auch die britischen Lager in Südafrika und die Lager in der Sowjetunion behandelt werden. Aus diesem Grund kommt Cornelia Brink zu dem Schluss, das Foto sei „zum Symbol für Inhumanität erstarrt, eine ‚Ikone der Vernichtung‘, die sich wie eine Schutzschicht zwischen den Betrachter und das historische Geschehen geschoben hat.“